# Charlijevi anđeli (2000.)
Charliejevi anđeli (eng. Charlie's Angels) je američka akcijska komedija iz 2000. godine, nastala na predlošku istoimene TV serije iz kasnih 70-ih godina 20. stoljeća. Film je režirao McG, a glavne uloge igraju Cameron Diaz, Drew Barrymore i Lucy Liu.

## Radnja
Anđelicama je cilj pronaći Erica Knoxa, otetog programerskog genija te sačuvati njegov supertajni program za identifikaciju glasa.

## Glavne uloge
- Cameron Diaz kao Natalie Cook
- Drew Barrymore kao Dylan Sanders
- Lucy Liu kao Alex Munday